# Per Rönnmark
Per Rönnmark (6 marzo 1979) è un ex sciatore alpino svedese.

## Biografia
Slalomista puro originario di Luleå e attivo in gare FIS dal dicembre del 1994, Rönnmark esordì in Coppa Europa il 1º dicembre 2000 a Levi (35º) e in Coppa del Mondo il 23 novembre 2003 a Park City, senza completare la prova. L'11 gennaio 2004 ottenne a Todtnau il miglior piazzamento in Coppa Europa (10º) e il 15 febbraio successivo a Sankt Anton am Arlberg prese per l'ultima volta il via in Coppa del Mondo, senza completare la prova (non portò a termine nessuna della cinque gare nel massimo circuito cui prese parte). Si ritirò al termine della stagione 2006-2007 e la sua ultima gara fu lo slalom speciale dei Campionati svedesi 2007, disputato il 24 marzo a Sälen e chiuso da Rönnmark al 22º posto; non prese parte a rassegne olimpiche o iridate.

## Palmarès

### Coppa Europa
- Miglior piazzamento in classifica generale: 105º nel 2004

### Campionati svedesi
- 1 medaglia:
  - 1 oro (slalom speciale nel 2003)